# 布恩維爾 (密蘇里州)
布恩維爾（英語：Boonville）是位於美國密蘇里州庫珀縣的城市。同時該地也是庫珀縣的縣治。

## 人口
根據2020年美國人口普查的數據，布恩維爾的面積為20.88平方千米，當中陸地面積為19.98平方千米，而水域面積為0.89平方千米。當地共有人口7964人，而人口密度為每平方千米381人。